# ابتسام باجبير
ابتسام عبد الله باجبير (23 ديسمبر 1961 -) فنانة تشكيلية وإعلامية سعودية.

## حياتها ونشأتها
إبتسام بنت عبدالله عوض باجبير من مواليد جدة عام 1381هـ، حصلت على شهادة البكالوريوس من كلية التربية قسم الاقتصاد المنزلي عام 1403 بتقدير جيد جدًا مع مرتبة الشرف. شهاده الدكتوراه في أثر القياده الإبداعية في الإرتقاء بمستوى المنظمات الغير ربحية.

## مسيرتها
بدأت مهتنها من خلال التدريس في التعليم الثانوي بتعليم البنات، ثم أصبحت معيدة بكلية الاقتصاد المنزلي قسم فنون إسلامية بجامعة الملك عبد العزيز حتى عام 1989.
شاركت في العديد من المناسبات والمحافل الفنية التشكيلية الخارجية على سبيل المثال لا الحصر:
- معرض الرسامات السعوديات بواشنطن عام 1406هـ.[9]
- معارض المملكة بين الامس واليوم في كل من باريس وإسبانيا والقاهرة منذ عام 1407هـ.[10]
- كما شاركت في العديد من الأسابيع الثقافية للمملكة بالخارج.
- الكاتبة بصحيفة غرب الإخبارية ،
- الإعلامية المعروفة و رائده الفن التشكيلي .[11]
- شاركت ابتسام باجبير في تأسيس مجموعة الفنانات السعوديات بالمركز السعودي للفنون التشكيلية.[12]

## جوائز
حصلت الفنانة ابتسام عبد الله باجبير على العديد والعديد من الجوائز والميداليات وشهادات التقدير وجوائز الاقتناء من مختلف المحافل الداخلية والخارجية التي شاركت فيها ولها مقتنيات شخصية عديدة لدى العديد من الشخصيات البارزة في المجتمع السعودي وخارجها منهم:
- الأمير سلطان بن عبد العزيز ولي العهد ووزير الدفاع والطيران المفتش العام.
- الاميرة الجوهرة حرم خادم الحرمين الشريفين الملك فهد بن عبد العزيز.
- الأمير تركي بن عبد العزيز وحرمه الاميرة هند الفاسي.
- والأميرة مها السديري حرم الأمير نايف بن عبد العزيز ولي العهد ووزير الداخلية.
- ا الأميرة الجوهرة بنت سعود الكبير.
- الأميرة البندري بنت عبد العزيز.
- الأمير ماجد بن عبد العزيز.
- الأمير مقرن بن عبد العزيز رئيس الاستخبارات العامة.
- الأمير سعود بن فهد بن عبد العزيز.
- حرم الأمير مشاري بن عبد العزيز.

والعديد من الشخصيات الهامة ورجال الأعمال السعوديون وغيرهم من الشخصيات السياسية البارزة
في الخارج مثل رئيس وزراء باكستان السابق نواز شريف وخاله رجل الأعمال الشيخ ضياء الدين بت بلندن.

أخيراً حصلت على جائزة المفتاحة عام 1429 كأفضل معرض أقيم بصيف المفتاحة صاحبره فكرة معرض كلنا فداك يارسول الله طاف القصيم وأبها والقطيف وجدة.